# Ulica Poleska w Białymstoku
Ulica Poleska – ulica Białegostoku, biegnąca od skrzyżowania od ulicy Dąbrowskiego do ulicy Sienkiewicza. Jest częścią drogi wojewódzkiej nr 676.

## Historia
Nie wiadomo kiedy dokładnie powstała ta ulica. Pierwszy raz wzmianka o niej pochodzi z dokumentu notarialnego z 1911 roku. Już wtedy ulica miała nazwę „Poleska”. Od tego czasu ta nazwa istnieje cały czas, z wyjątkiem okresu okupacji niemieckiej, gdy droga nazywała się ulicą Pruską (niem. Preussischstrasse).

## Otoczenie
Przy ul. Poleskiej znajdują się m.in.:
- Muzeum Pamięci Sybiru
- Szkoła Podstawowa nr 11